# اونخلمسدیک ۶۷۹۵
سیارک ۶۷۹۵ (به انگلیسی: 6795 Ornskoldsvik، نامگذاری:1993FZ12) شش هزار و هفتصد و نود و پنجمین سیارک کشف شده‌است که در ۱۷ مارس ۱۹۹۳ کشف شد.
قدر مطلق سیارک برابر ۱۲٫۷۰ است.